# Saint-Julien-en-Beauchêne
Saint-Julien-en-Beauchêne ist eine französische Gemeinde mit 135 Einwohnern (Stand 1. Januar 2022) im Département Hautes-Alpes in der Region Provence-Alpes-Côte d’Azur.

## Geografie
Die Gemeinde liegt am Nordrand des Départements Hautes-Alpes in rund zwei Kilometern Entfernung zum Département Drôme. Der Ort liegt rund 40 Kilometer von Gap entfernt.

## Bevölkerungsentwicklung
| Jahr      | 1962 | 1968 | 1975 | 1982 | 1990 | 1999 | 2007 | 2016 |
| Einwohner | 97   | 139  | 101  | 114  | 120  | 108  | 122  | 123  |

## Sehenswürdigkeiten
- Kartäuserabtei

## Verkehr
Durch den Ort führt die D1075, die nach Norden hin auf die A51 nach Grenoble führt. In Richtung Süden führt die Straße ebenfalls auf die A51, in Richtung Aix-en-Provence.